# Guy Blaise
Guy Blaise (Aubange, 12 dicembre 1980) è un calciatore lussemburghese, difensore del Meix.